# Alpes occidentales
Con el término Alpes occidentales se entiende una porción del sistema montañoso denominado Alpes. Como consecuencia de las diversas clasificaciones del sistema alpino, la denominación Alpes occidentales ha tenido significados diversos.

## Concepto tradicional
En el año 1926, tras el IX Congreso Geográfico Italiano de 1924, se adoptó la Partición de los Alpes, que preveía la subdivisión del sistema alpino en Alpes occidentales, Alpes centrales y Alpes orientales. En esta partición tradicional, los Alpes occidentales irían desde el golfo de Génova hasta el paso del Simplón o, más exactamente, entre Colle di Cadibona al Col Ferret. La cima más elevada es el Mont Blanc (4.810 m). 

Las 26 secciones de la Partición de los Alpes. Los Alpes occidentales cubren las secciones 1-8.

Los Alpes occidentales se subdividían ulteriormente en:
- Alpes Marítimos (1)
  - Alpes Ligures (1.a)
  - Alpes del Varo (1.b)
- Alpes Cocios (2)
  - Grupo del Monviso (2.a)
  - Alpes del Monte Ginebra (2.b)
  - Cadena del Mont Cenis (2.c)
- Alpes Grayos (3)
  - Rocciamelone
  - Grupo del Gran Paradiso (3.a)
  - Alpes de la Tarantasia (3.b)
  - Grupo del Mont Blanc (3.c)
- Alpes de Provenza (4)
  - Grupo del Asse (4.a)
  - Grupo de la Bleone (4.b)
- Alpes del Delfinado (5)
  - Grupo del Champsaur (5.a)
  - Macizo del Pelvoux (5.b)
  - Alpes de  Moriana (5.c)
- Prealpes de Provenza (6)
  - Chaînes des Plans (6.a)
  - Montaña de Sainte Victoire (6.b)
  - Macizo de la Sainte Baume (6.c)
  - Montes de Maures y del Esterel (6.d)
- Prealpes del Delfinado (7)
  - Montaña del Luberon (7.a)
  - Montañas de Vaucluse (7.b)
  - Macizo del Dévoluy (7.c)
  - Vercors (7.d)
- Prealpes de Saboya (8)
  - Alpes del Sciablese (8.a)
  - Cadena del Reposoir (8.b)
  - Baujes (8.c)
  - Macizo de la Grande Chartreuse (8.d)

## División actual: SOIUSA

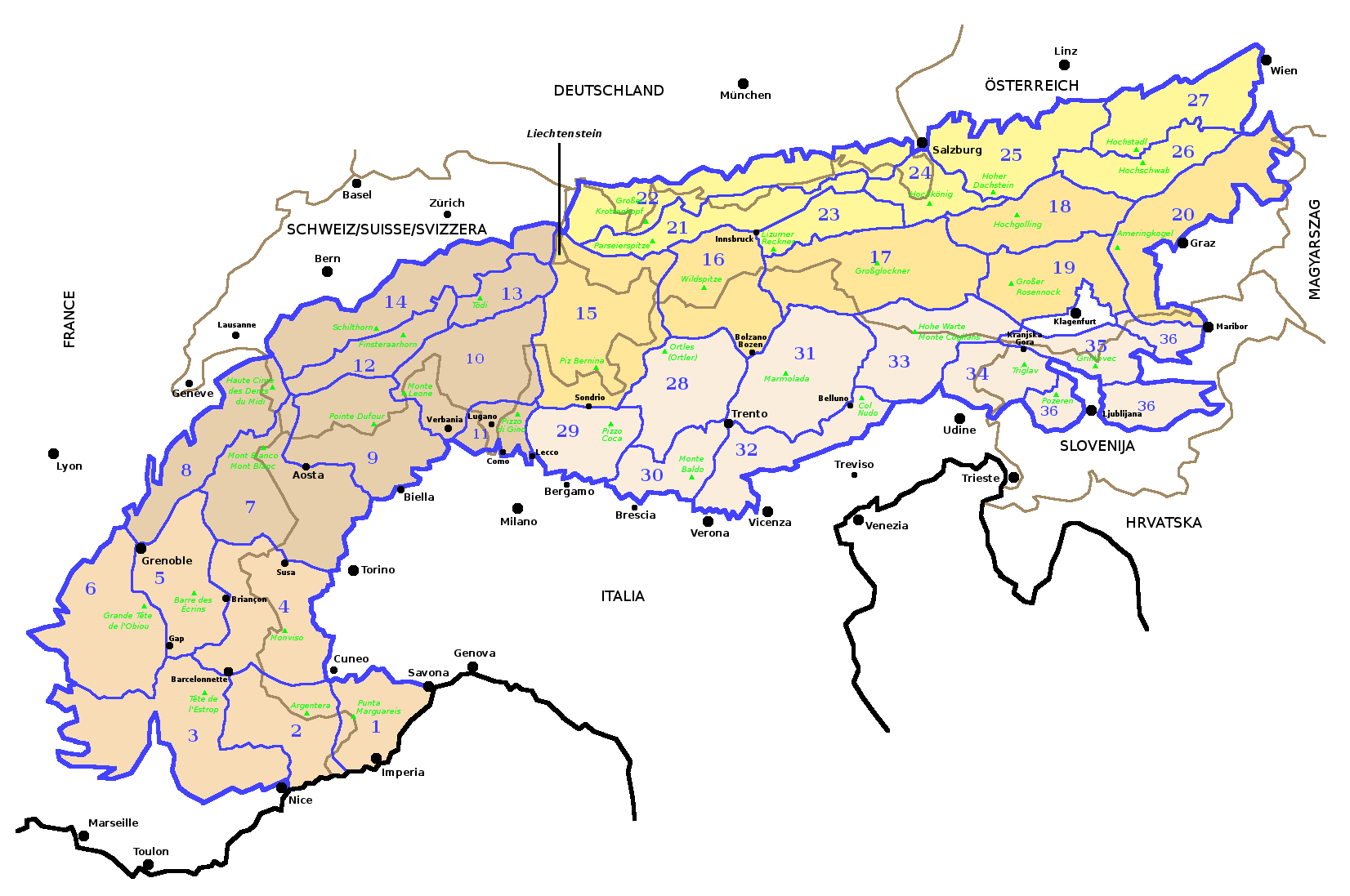
Alpes occidentales y Alpes orientales según la SOIUSA.

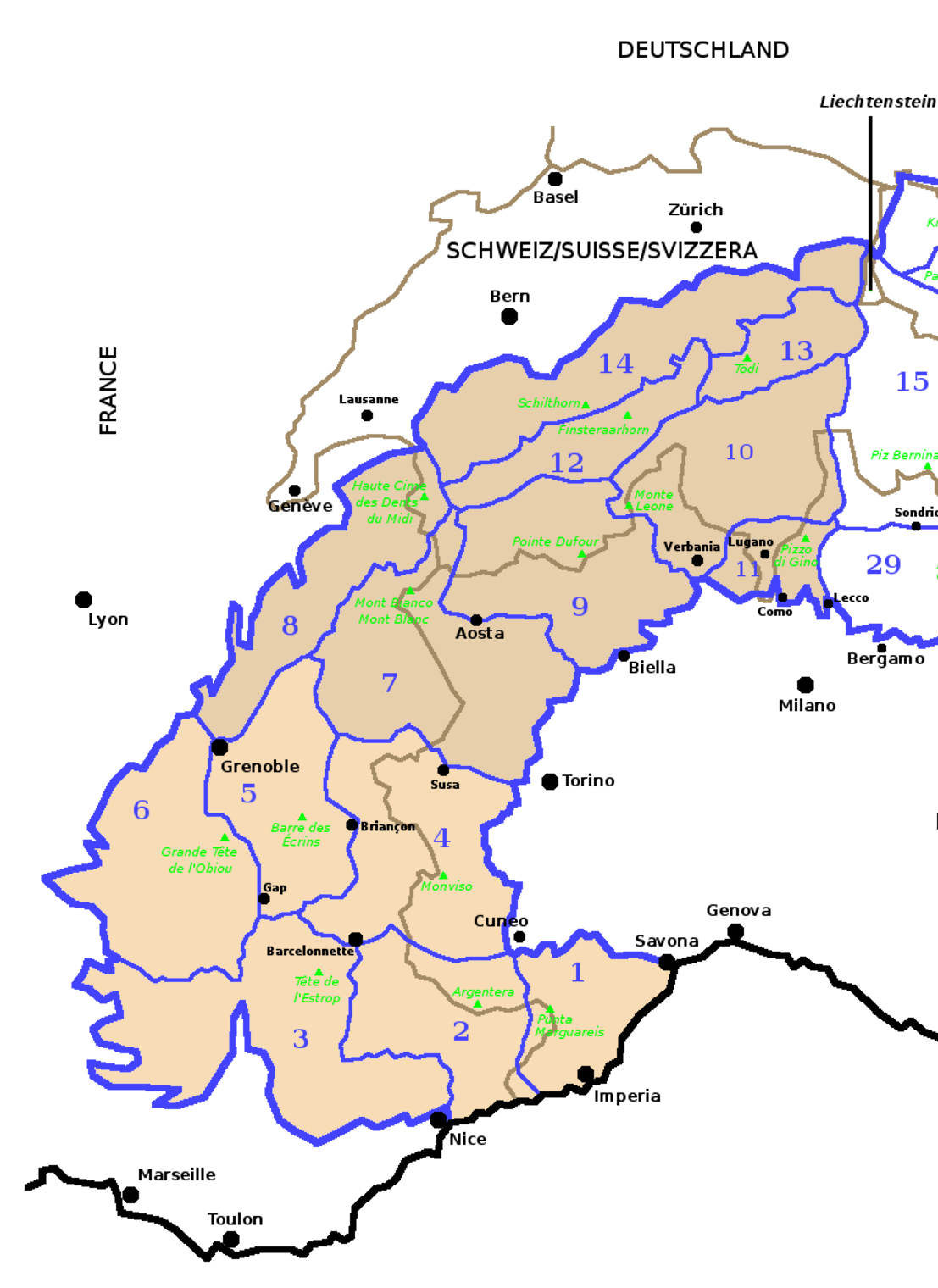
Detalle de los Alpes occidentales con las divisiones, a su vez, en Alpes del sudoeste y Alpes del noroeste.

La Subdivisión Orográfica Internacional Unificada del Sistema Alpino (SOIUSA), presentada en el año 2005, ha superado la partición en tres de los Alpes del año 1926. Esta subdivisión prevé la división de los Alpes en dos: Alpes occidentales y Alpes orientales, separados por la línea Rin - Paso del Spluga - Lago de Como - Lago de Lecco.
Los Alpes occidentales se subdividen a su vez en dos grandes sectores: Alpes del sudoeste y Alpes del noroeste:

### Alpes del sudoeste
Los Alpes del sudoeste están divididos en seis secciones, 23 subsecciones y 46 supergrupos:
- 1. Alpes Ligures (Punta Marguareis, 2.661 m)
  - Prealpes Ligures (Settepani-Carmo-Armetta)
  - Alpes del Marguareis (Saccarello; Marguareis-Mongioie)

- 2. Alpes Marítimos y prealpes de Niza (Monte Argentera, 3.297 m)
  - Alpes Marítimos (Gelàs-Grand Capelet; Argentera-Pépoiri-Matto; Corborant-Ténibre-Enciastraia; Côte de l'Ane-Mounier; Pelat-Frema-Grand Coyer)
  - Prealpes de Niza (Rocaillon-Grand Braus)

- 3. Alpes y prealpes de Provenza (Tête de l'Estrop, 2.961 m)
  - Alpes de Provenza (Séolane-Estrop-Caduc-Blanche)
  - Prealpes de Digne (Cheval Blanc-Couard-Allier; Monges-Cimettes)
  - Prealpes de Grasse (Bernarde-Monte Brune-Teillon; Cheiron-Audibergue; Malay-Barjaude)
  - Prealpes de Vaucluse (Monti di Vaucluse e di Lura; Luberon)

- 4. Alpes Cocios (Monviso, 3.841 m)
  - Alpes del Monviso (Chamberyon-Mongioia-Marchisa; Font Sancte-Parpaillon-Grand Bérard; Aiguillette-Monviso-Granero)
  - Alpes del Monginevro (Bucie-Grand Queyron-Orsiera; Bric Froid-Rochebrune-Beal Traversier)
  - Alpes del Moncenisio (Chaberton-Thabor-Galibier; Bernauda-Pierre Menue-Ambin)

- 5. Alpes del Delfinado (Barre des Écrins, 4.102 m)
  - Alpes de las Grandes Rousses y de las Aiguilles d'Arves (Aiguilles d'Arves-Mas de la Grave; Grandes Rousses)
  - Cadena de Belledonne (Mazico de los Sept Laux; Grand Pic de Belledonne-Grand Doménon)
  - Macizo des Écrins (Écrins-Grande Ruine-Agneaux; Meije-Râteau-Soreiller; Pelvoux-Bans-Sirac; Olan-Rouies; Arias-Muzelle)
  - Macizo del Taillefer (Taillefer-Grand Armet-Tabor-Génépi)
  - Macizo del Champsaur (Vieux Chaillol-Colle Blanche)
  - Macizo del Embrunais (Rougnoux-Rochelaire-Mourre Froid)
  - Montes orientales de Gap (Diablée-Dôme de Gap)

- 6. Prealpes del Delfinado (Grande Tête de l'Obiou, 2.790 m)
  - Prealpes del Devoluy (Pic de Bure-Bec de l'Aigle; Grande Tête de l'Obiou-Roc de Garnesier)
  - Prealpes occidentales de Gap (Céüse-Aujour)
  - Prealpes del Vercors (Grand Veymont-Lans-Charande; Serre du Montué-Roc de Toulau-Sausse-Epenet)
  - Prealpes del Diois (Toussière-Duffre-Servelle; Angèle-Vayou-Mélandre)
  - Prealpes de las Baronnies (Arsuc-Clavelière-Vanige; Chabre-Chamouse-Banne)

### Alpes del noroeste
Los Alpes del noroeste están divididos en ocho secciones, 32 subsecciones y 89 supergrupos:
- 7. Alpes Grayos (Mont Blanc, 4.810 m)
  - Alpes de Lanzo y de la Alta Moriana (Rocciamelone-Charbonnel; Arnas-Ciamarella; Levanne-Aiguille Rousse)
  - Alpes de la Vanoise y del Grand Arc (Iseran; Grande Motte-Grande Casse-Bellecôte; Monte Pourri; Vanoise; Gébroulaz; Lauzière-Grand Arc)
  - Alpes de la Grande Sassière y del Rutor (Grande Sassière-Tsanteleina; Rutor-Léchaud)
  - Alpes del Gran Paradiso (Macizo del Gran Paradiso; Rosa dei Banchi; Emilius-Tersiva)
  - Alpes del Monte Bianco (Trélatête; Macizo del Mont Blanc; Dolent-Argentière-Trient)
  - Alpi del Beaufortain (Roignais; Penaz-Joly)

- 8. Prealpes de Saboya (Haute Cime des Dents du Midi, 3.257 m)
  - Cadena de las Aiguilles Rouges (Aiguilles Rouges)
  - Prealpes del Giffre (Buet-Ruan-Dents du Midi; Fis-Platé-Colonney; Dents Blanches-Avoudrues-Nant Golon)
  - Prealpes del Sciablese (Haufforts-Grange; Bise-Oche; Roc d'Enfer-Brasses)
  - Prealpes de los Bornes (Aravis; Bargy-Lachat-Tournette)
  - Prealpes de los Bauges (Arcalod-Trélod-Semnoz; Grand Colombier-Margerie-Revard)
  - Prealpes de la Chartreuse (Granier-Dent de Crolles-Grand Som; Chamechaude-Charmant Som)

- 9. Alpes Peninos (Monte Rosa, 4.634 m)
  - Alpes del Grand Combin (Grande Rochère-Grand Golliaz; Grand Combin-Monte Velàn; Gelé-Collon; Arolla-Cheilon-Pleureur)
  - Alpes del Weisshorn y del Cervino (Bouquetins-Cervino; Luseney-Cian; Dent Blanche-Grand Cornier; Weisshorn-Zinalrothorn)
  - Alpes del Monte Rosa (Monte Rosa; Contrafuertes valdostanos del Monte Rosa; Contrafuertes valsesianos del Monte Rosa)
  - Alpes Bielleses y Cusianos (Alpes Bielleses; Alpes Cusianos)
  - Alpes del Mischabel y del Weissmies (Macizo del Mischabel; Andolla; Weissmies)

- 10. Alpes Lepontinos (Monte Leone, 3.552 m)
  - Alpes de monte Leone y san Gottardo (Monte Leone-Blinnenhorn; Redondo-Central-Piz Blas)
  - Alpes Ticineses y del Verbano (Basodino-Cristallina-Biela; Onsernone; Togano-Laurasca-Limidario; Campo Tencia-Zucchero-Madone Grosso)
  - Alpes de la Adula (Medelser-Terri; Adula; Montes del Spluga; Cadena Mesolcina)

- 11. Prealpes de Lugano (Pizzo de Gino, 2.245 m)
  - Prealpes Comascos (Gino-Camoghè-Fiorina; Tremezzo-Generoso-Gordona; Cadena del Triángulo Lariano)
  - Prealpies Varesinos (Tamaro-Gambarogno-Lema; Piambello-Campo dei Fiori-Nudo)

- 12. Alpes Berneses (Finsteraarhorn, 4.274 m)
  - Alpes de Uri (Dammastock-Sustenhorn; Titlis-Urirostock)
  - Alpes Berneses iss (Finsteraarhorn-Oberaarhorn-Galmihorn; Jungfrau-Fiescherhorn; Schreckhorn-Wetterhorn; Gletscherhorn-Blümlisalp-Balmhorn; Aletschhorn-Bietschhorn; Wildhorn-Wildstrubel)
  - Alpes de Vaud  (Diablerets-Muveran)

- 13. Alpes de Glaris (Tödi, 3.620 m)
  - Alpes Urano-Glaroneses (Oberalpstock-Clariden-Schärhorn; Glärnisch-Charetalp)
  - Alpes Glaroneses iss (Tödi-Hausstock; Sardona-Tamina; Spitzmeilen-Mürtschen)

- 14. Prealpes suizos (Schilthorn, 2.970 m)
  - Prealpes de Vaud y Friburgo (Prealpes de Vaud; Prealpes de Friburgo)
  - Prealpes Berneses (Prealpes de Simmental; Prealpes de Lauterbrunnental; Hohgant-Rothorn)
  - Prealpes de Lucerna y de Unterwald (Prealpes de Lucerna; Prealpes de Unterwalds)
  - Prealpes de Svitto y de Uri (Prealpes de Uri y de la Moutatal; Prealpes de Svitto y de Zugo; Prealpes de Wagital)
  - Prealpes de Appenzell y de San Gal (Churfirsten; Alpstein)